# Казеле-Горе (Сијена)
Казеле-Горе је насеље у Италији у округу Сијена, региону Тоскана.
Према процени из 2011. у насељу је живело 135 становника. Насеље се налази на надморској висини од 260 м.